# Liste du patrimoine culturel immatériel de l'humanité au Portugal
Cet article recense les pratiques inscrites au patrimoine culturel immatériel au Portugal.

## Statistiques
Le Portugal a ratifié la convention pour la sauvegarde du patrimoine culturel immatériel le 21 mai 2008. La première pratique protégée est inscrite en 2011.
En 2024, le Portugal compte 11 éléments inscrits au patrimoine culturel immatériel, 8 sur la liste représentative, 2 nécessitant une sauvegarde urgente et 1 sur le registre des meilleures pratiques de sauvegarde.

## Listes

### Liste représentative
L'élément suivant est inscrit sur la liste représentative du patrimoine culturel immatériel de l'humanité :
| Élément                                                                 | Type | Subdivision  | Année | Lien  | Notes | Illus. |
| ----------------------------------------------------------------------- | --- | ------------ | ----- | ----- | --- | ------ |
| Le Fado, chant populaire urbain du Portugal                             | arts du spectacle                                                                                                | Lisbonne     | 2011  | 00563 | |        |
| La diète méditerranéenne                                                | pratiques sociales, rituels et événements festifs savoir-faire liés à l’artisanat traditionnel                   |              | 2013  | 00884 | Partagé avec Chypre, la Croatie, l'Espagne, la Grèce, l'Italie et le Maroc |        |
| Le cante alentejano, chant polyphonique de l'Alentejo (sud du Portugal) | arts du spectacle                                                                                                | Alentejo     | 2014  | 01007 | |        |
| La fauconnerie, un patrimoine humain vivant                             | connaissances et pratiques concernant la nature et l’univers                                                     |              | 2016  | 01708 | Partagé avec l'Allemagne, l'Arabie saoudite, l'Autriche, la Belgique, la Corée du Sud, la Croatie, les Émirats arabes unis, l'Espagne, la France, la Hongrie, l'Irlande, l'Italie, le Kazakhstan, le Kirghizistan, le Maroc, la Mongolie, le Pakistan, les Pays-Bas, la Pologne, le Qatar, la Syrie et la Tchéquie |        |
| L'artisanat des figurines en argile d'Estremoz                          | savoir-faire liés à l’artisanat traditionnel                                                                     | Estremoz     | 2014  | 01279 | |        |
| Le carnaval de Podence, fête de la fin de l'hiver                       | pratiques sociales, rituels et événements festifs                                                                | Podence (pt) | 2019  | 01463 | |        |
| Les fêtes communautaires à Campo Maior                                  | arts du spectacle pratiques sociales, rituels et événements festifs savoir-faire liés à l’artisanat traditionnel | Campo Maior  | 2021  | 01604 | |        |
| L'art équestre au Portugal                                              | arts du spectacle connaissances et pratiques concernant la nature et l'univers                                   |              | 2024  | 02079 | |        |

### Patrimoine immatériel nécessitant une sauvegarde urgente
Le Portugal compte deux éléments listés sur la liste du patrimoine immatériel nécessitant une sauvegarde urgente :
| Élément                                                                        | Type                                         | Subdivision    | Année | Lien  | Notes | Illus. |
| ------------------------------------------------------------------------------ | -------------------------------------------- | -------------- | ----- | ----- | ----- | ------ |
| La fabrication des sonnailles                                                  | savoir-faire liés à l’artisanat traditionnel |                | 2015  | 01065 |       |        |
| Le processus de fabrication de la poterie noire de Bisalhães (pt) - (Mondrões) | savoir-faire liés à l’artisanat traditionnel | Bisalhães (pt) | 2016  | 01199 |       |        |

### Registre des meilleures pratiques de sauvegarde
Le Portugal compte une pratique listée au registre des meilleures pratiques de sauvegarde :
| Élément                                                                                    | Type                                                                               | Subdivision | Année | Lien  | Notes                  | Illus. |
| ------------------------------------------------------------------------------------------ | ---------------------------------------------------------------------------------- | ----------- | ----- | ----- | ---------------------- | ------ |
| Le PCI frontalier luso-galicien : un modèle de sauvegarde créé par Ponte...nas ondas! (gl) | traditions et expressions orales pratiques sociales, rituels et événements festifs |             | 2022  | 01848 | Partagé avec l'Espagne |        |